# Люй Бинь
Люй Бинь (кит. упр. 呂斌, пиньинь Lü Bin; род. 18 октября 1994) — китайский боксёр-профессионал. Бронзовый призёр чемпионата Азии среди любителей (2013). Чемпион Китая (2015, 2017). Серебряный (2013) и бронзовый (2012) призёр чемпионата Китая.

## Биография
Родился 18 октября 1994 года в городе Цзинань.
Боксом начал заниматься в 12 лет.

## Любительская карьера

### Чемпионат Китая 2012
Выступал в 1-й наилегчайшей весовой категории (до 49 кг). В четвертьфинале победил Люя Канцзяня. В полуфинале проиграл У Чжунлиню.
В декабре 2012 года стал чемпионом мира среди юношей в 1-й наилегчайшей весовой категории (до 49 кг).

### Чемпионат Китая 2013
Выступал в 1-й наилегчайшей весовой категории (до 49 кг). В финале проиграл Сюй Чао.

### Чемпионат Азии 2013
Выступал в 1-й наилегчайшей весовой категории (до 49 кг). В 1/8 финала победил малайца Фуада Мохда Редзуана. В четвертьфинале победил индонезийца Корнелиса Лангу. В полуфинале проиграл индийцу Лаисхраму Девендеру Сингху.

### Чемпионат мира 2013
Выступал в 1-й наилегчайшей весовой категории (до 49 кг). В 1/16 финала победил румына Овидиу Берчану. В 1/8 финала проиграл алжирцу Мохамеду Флисси.

### World Series Boxing2013/2014
Представлял команду «USA Knockouts». Выступал в 1-й наилегчайшей весовой категории (до 49 кг). 17 января 2014 года победил украинца Вадима Кудрякова. 1 марта 2014 года проиграл филиппинцу Марку Энтони Барриге из команды «Italia Thunder».

### Азиатские игры 2014
Выступал в 1-й наилегчайшей весовой категории (до 49 кг). В 1/16 финала проиграл узбекистанцу Хасанбою Дусматову.

### Чемпионат Китая 2015
Выступал в 1-й наилегчайшей весовой категории (до 49 кг). В финале победил Хуан Синя.

### Олимпийские игры 2016
Выступал в 1-й наилегчайшей весовой категории (до 49 кг). В 1/8 финала проиграл кенийцу Питеру Мунгаи Варуи.

### Чемпионат Китая 2017
Выступал в 1-й наилегчайшей весовой категории (до 49 кг). В финале победил Цинь Юешэна.

## Профессиональная карьера
Дебютировал на профессиональном ринге 29 сентября 2017 года, одержав победу техническим нокаутом в 3-м раунде.

### Чемпионский бой с Карлосом Канисалесом
15 июля 2018 года Люй Бинь встретился с чемпионом мира в 1-м наилегчайшем весе по версии WBA венесуэльцем Карлосом Канисалесом и не сумел побить рекорд Муангсурина−Ломаченко уступив техническим нокаутом в 12-м раунде.
16 марта 2023 года нокаутировал в 1-м раунде бывшего временного чемпиона мира в наилегчайшем весе таиландца Стампа Киатнивата.

## Статистика боёв
В таблице перечислены результаты всех поединков боксёров.
В каждой строке указан результат поединка. Дополнительно номер поединка обозначен цветом, который обозначает итог поединка. Расшифровка обозначений и цветов представлена в нижеследующей таблице.
| Пример | Расшифровка                     |
| ------ | ------------------------------- |
|        | Победа                          |
|        | Ничья                           |
|        | Поражение                       |
|        | Планируемый поединок            |
|        | Поединок признан несостоявшимся |
| КО     | Нокаут                          |
| ТКО    | Технический нокаут              |
| PTS    | Решение судей (по очкам)        |
| UD     | Единогласное решение судей      |
| MD     | Решение большинства судей       |
| SD     | Раздельное решение судей        |
| RTD    | Отказ от продолжения боя        |
| DQ     | Дисквалификация                 |
| NC     | Поединок признан несостоявшимся |

| Бой | Дата             | Соперник                   | Место проведения                                                            | Результат       | Примечание                                                                                   |
| --- | ---------------- | -------------------------- | --------------------------------------------------------------------------- | --------------- | -------------------------------------------------------------------------------------------- |
| 6   | 28 декабря 2024  | Венсент Лакар (8-0)        | Wuyuan River Stadium, Хайкоу, Хайнань, Китай                                | SD10 (10)       | Вакантные титулы WBC Far East и WBO Oriental в наилегчайшем весе. Счёт: 96-94, 93-97, 92-98. |
| 5   | 24 августа 2024  | Нелберт Габалло (4-0-1)    | The Flash Grand Ballroom of the Elorde Sports Complex, Параньяке, Филиппины | UD8 (8)         | Счёт: 78-74 и 77-75 (дважды).                                                                |
| 4   | 16 марта 2023    | Стамп Киатниват (24-4)     | Юнкан, Чжэцзян, Китай                                                       | KO1 (10)        |                                                                                              |
| 3   | 2 октября 2022   | ShanTuo Lu (2-7)           | Китай                                                                       | UD6 (6)         | Счёт: 60-54 и 59-55 (дважды).                                                                |
| 2   | 15 июля 2018     | Карлос Канисалес (20-0-1)  | Axiata Arena, Куала-Лумпур, Малайзия                                        | ТКО12 (12) 2:59 | Бой за титул чемпиона мира в 1-м наилегчайшем весе по версии WBA (1-я защита Канисалеса).    |
| 1   | 29 сентября 2017 | Ваньчай Ниангханса (8-9-0) | Heyuan Royal Garden Hotel, Пекин, Китай                                     | ТКО3 (10) 2:41  | Вакантный титул WBC Asian Boxing Council Silver в 1-м наилегчайшем весе.                     |
| Бой | Дата             | Соперник                   | Место проведения                                                            | Результат       | Примечание                                                                                   |

## Титулы

### Любительские
- 2012  Бронзовый призёр чемпионата Китая в 1-м наилегчайшем весе (до 49 кг).
- 2012  Чемпион мира среди юношей в 1-м наилегчайшем весе (до 49 кг).
- 2013  Бронзовый призёр чемпионата Азии в 1-м наилегчайшем весе (до 49 кг).
- 2013  Серебряный призёр чемпионата Китая в 1-м наилегчайшем весе (до 49 кг).
- 2015  Чемпион Китая в 1-м наилегчайшем весе (до 49 кг).
- 2017  Чемпион Китая в 1-м наилегчайшем весе (до 49 кг).

### Профессиональные
- Титул WBC Asian Boxing Council Silver в 1-м наилегчайшем весе (2017).